# Franz Schönhuber
 (mars 2008).
Si vous disposez d'ouvrages ou d'articles de référence ou si vous connaissez des sites web de qualité traitant du thème abordé ici, merci de compléter l'article en donnant les références utiles à sa vérifiabilité et en les liant à la section « Notes et références ».
Franz Xaver Schönhuber, né le 10 janvier 1923 à Trostberg (Bavière), et mort le 27 novembre 2005 à Munich, est un journaliste, essayiste, et homme politique allemand. Il est durant la Seconde Guerre mondiale membre de la Waffen-SS.

## Biographie
Après avoir obtenu son Abitur en 1942 à Munich, Schönhuber fait partie des Jeunesses hitlériennes, adhère au NSDAP, puis s'engage à l'âge de 19 ans dans la Waffen-SS, après quoi il est envoyé en Corse comme commando. En 1944 à Wildflecken, il est Unterscharführer instructeur interprète des volontaires français de la division Charlemagne. Il est décoré de la Croix de fer.
Après la guerre, il s'engage chez les chrétiens démocrates de la CDU-CSU, devient journaliste et éditorialiste dans plusieurs titres de la presse allemande (Münchner Abendzeitung, Deutsche Woche, Tageszeitung ou « tz »), avant d'animer quelques émissions à la radio bavaroise Bayerischen Rundfunk, puis les informations locales en 1975.
De 1975 à 1981, il est président de l'Union des journalistes bavarois (Bayerischer Journalisten-Verband), et membre du conseil de la presse allemande (Deutscher Presserat). En 1981, à la suite de la publication de Ich war dabei (J'en étais), il est accusé de minimiser les crimes du régime nazi, ce que la justice ne retiendra pas. Il doit en revanche démissionner de plusieurs de ses fonctions médiatiques, dont la présidence de l'Union des journalistes bavarois.
À la suite d'une scission avec la CDU-CSU, il est l'un des cofondateurs du parti nationaliste allemand Die Republikaner en 1983. Il en est le président jusqu'en 1990, date à laquelle il démissionne de son poste pour « laisser la place aux jeunes ». Élu député au Parlement européen de 1989 avec 7 % des voix, il est vice-président du Groupe technique des droites européennes entre 1989 et 1990. Il quitte le Parlement européen en 1994.
Il est en 1997 l'auteur d'une biographie partisane[réf. nécessaire] sur Jean-Marie Le Pen, Le Pen, der Rebell (Le Pen, le rebelle), et assiste à sa conférence du 5 décembre 1997 à Munich. Il est candidat au Bundestag en 1998 sous la liste Deutsche Volksunion et écrit alors pour le journal nationaliste Deutsche Nationalzeitung. En 2001, Franz Schönhuber écrit avec Horst Mahler Schluss mit dem deutschen Selbsthass (En finir avec la haine de soi allemande), où il fustige la « repentance » et la « haine populaire de la nation allemande ».
Le 13 février 2005, Franz Schönhuber organise avec Udo Voigt, Holger Apfel et Gerhard Frey un rassemblement de 5 000 personnes à Dresde pour commémorer 60 ans après le bombardement de Dresde. Il est investi candidat à Dresde par le NPD pour les élections fédérales du 2 octobre 2005, et obtient 2,4 % des voix.
Il meurt le 27 novembre 2005 (à 82 ans) à Munich, à la suite d'une embolie pulmonaire[réf. nécessaire].

## Publications
- Ich war dabei, 1982 (réactualisé en 1983 puis 1988)
- Freunde in der Not, 1983
- Macht, 1985
- Trotz allem Deutschland, 1987
- In Acht und Bann, 1995
- Die verbogene Gesellschaft, 1996
- Le Pen, der Rebell, 1997
- Europas Patrioten, 2000
- Schluss mit deutschem Selbsthass: Plädoyers für ein anderes Deutschland (avec Hörst Mahler), 2001
- Welche Chance hat die Rechte?, 2002
- Der missbrauchte Patriotismus in Deutschland und Europa, 2004
- Die Volksverdummer, 2005

### Biographies
- (de) Kurt Hirsch (de) et Hans Sarkowicz, Schönhuber : der Politiker und seine Kreise , 1989
- (de) Karl Richter,	Franz Schönhuber : wer ist dieser Mann?, 1992
- (de) Jürgen Schröder-Jahn, Als Franz Schönhuber Bundeskanzler wurde, 1994